# Henryk Łowmiański
Henryk Łowmiański, född 22 augusti 1898, död 4 september 1984 i Poznań, var en polsk historiker. 